# Мартиненго
Мартиненго (итал. Martinengo) је насеље у Италији у округу Бергамо, региону Ломбардија.
Према процени из 2011. у насељу је живело 8922 становника. Насеље се налази на надморској висини од 152 м.

## Становништво
Према резултатима пописа становништва 2011. у општини је живело 10.088 становника.
| 1931. | 1936. | 1951. | 1961. | 1971. | 1981. | 1991. | 2001. | 2011.  |
| ----- | ----- | ----- | ----- | ----- | ----- | ----- | ----- | ------ |
| 6.074 | 5.872 | 6.219 | 5.721 | 6.384 | 7.214 | 7.835 | 8.570 | 10.088 |